# Chocalate Nunatak
Chocalate Nunatak är en nunatak i Antarktis. Den ligger i Östantarktis. Nya Zeeland gör anspråk på området. Toppen på Chocalate Nunatak är 2 004 meter över havet, eller 12 meter över den omgivande terrängen. Bredden vid basen är 0,95 km.
Terrängen runt Chocalate Nunatak är varierad. Trakten är obefolkad. Det finns inga samhällen i närheten. 